# Phragmatobia forsteri
Phragmatobia forsteri är en fjärilsart som beskrevs av Daniel 1943. Phragmatobia forsteri ingår i släktet Phragmatobia och familjen björnspinnare. Inga underarter finns listade i Catalogue of Life.